# Copa do Mundo FIFA de 2006 - Grupo B
O Grupo B da Copa do Mundo de 2006 foi formado por Inglaterra, Paraguai, Trinidad e Tobago e Suécia.

## Classificação
| Pos | Equipe            | Pts | J | V | E | D | GP | GC | SG | Classificado      |
| --- | ----------------- | --- | - | - | - | - | -- | -- | -- | ----------------- |
| 1   | Inglaterra        | 7   | 3 | 2 | 1 | 0 | 5  | 2  | +3 | Fase eliminatória |
| 2   | Suécia            | 5   | 3 | 1 | 2 | 0 | 3  | 2  | +1 | Fase eliminatória |
| 3   | Paraguai          | 3   | 3 | 1 | 0 | 2 | 2  | 2  | 0  | Eliminado         |
| 4   | Trinidad e Tobago | 1   | 3 | 0 | 1 | 2 | 0  | 4  | −4 | Eliminado         |

## Inglaterra - Paraguai
| 10 de Junho de 2006 | Inglaterra      | 1 – 0       | Paraguai | FIFA WM Stadion Frankfurt, Frankfurt         |
| 15:00               | Gamarra 2 g.c.' | (Relatório) |          | Público: 48,000 Árbitro: MEX Marco Rodríguez |

| INGLATERRA:         |    |                   |     |     |
|                     |    |                   |     |     |
| GK                  | 1  | Paul Robinson     |     |     |
| RB                  | 2  | Gary Neville      |     |     |
| CB                  | 6  | John Terry        |     |     |
| CB                  | 5  | Rio Ferdinand     |     |     |
| LB                  | 3  | Ashley Cole       |     |     |
| DM                  | 4  | Steven Gerrard    | 19' |     |
| RM                  | 7  | David Beckham (c) |     |     |
| LM                  | 11 | Joe Cole          |     | 83' |
| AM                  | 8  | Frank Lampard     |     |     |
| CF                  | 10 | Michael Owen      |     | 56' |
| CF                  | 21 | Peter Crouch      | 63' |     |
| Substitutos:        |    |                   |     |     |
| MF                  | 20 | Stewart Downing   |     | 56' |
| MF                  | 16 | Owen Hargreaves   |     | 83' |
| Treinador:          |    |                   |     |     |
| Sven-Göran Eriksson |    |                   |     |     |

| PARAGUAI:    |    |                         |     |     |
|              |    |                         |     |     |
| GK           | 1  | Justo Villar            |     | 8'  |
| RB           | 21 | Denis Caniza            |     |     |
| CB           | 5  | Julio César Cáceres     |     |     |
| CB           | 4  | Carlos Gamarra (c)      |     |     |
| LB           | 3  | Delio Toledo            |     | 82' |
| RM           | 6  | Carlos Bonet            |     | 68' |
| CM           | 13 | Carlos Humberto Paredes |     |     |
| CM           | 10 | Roberto Miguel Acuña    |     |     |
| LM           | 16 | Cristian Riveros        |     |     |
| CF           | 9  | Roque Santa Cruz        |     |     |
| CF           | 18 | Nelson Valdez           | 22' |     |
| Substitutos: |    |                         |     |     |
| GK           | 22 | Aldo Bobadilla          |     | 8'  |
| FW           | 23 | Nelson Cuevas           |     | 68' |
| Treinador:   |    |                         |     |     |
| Aníbal Ruiz  |    |                         |     |     |

| Homem da Partida Frank Lampard Assistentes: José Luis Camargo Leonel Leal Quarto-árbitro: Coffi Codjia Quinto-árbitro: Celestin Ntagungira |

## Trinidad e Tobago - Suécia
| 10 de Junho de 2006 | Trinidad e Tobago | 0 – 0       | Suécia | FIFA WM Stadion Dortmund, Dortmund          |
| 18:00               |                   | (Relatório) |        | Público: 62,959 Árbitro: SIN Shamsul Maidin |

| TRINIDAD E TOBAGO: |    |                  |                                   |     |
|                    |    |                  |                                   |     |
| GK                 | 1  | Shaka Hislop     |                                   |     |
| DF                 | 3  | Avery John       | Penalizado · Penalizado · Expulso |     |
| DF                 | 5  | Brent Sancho     |                                   |     |
| DF                 | 6  | Dennis Lawrence  |                                   |     |
| DF                 | 8  | Cyd Gray         |                                   |     |
| MF                 | 7  | Chris Birchall   |                                   |     |
| MF                 | 11 | Carlos Edwards   |                                   |     |
| MF                 | 12 | Collin Samuel    |                                   | 52' |
| MF                 | 18 | Densill Theobald |                                   | 66' |
| MF                 | 19 | Dwight Yorke (c) | 74'                               |     |
| FW                 | 14 | Stern John       |                                   |     |
| Substitutos:       |    |                  |                                   |     |
| FW                 | 13 | Cornell Glen     |                                   | 52' |
| MF                 | 9  | Aurtis Whitley   |                                   | 66' |
| Treinador:         |    |                  |                                   |     |
| Leo Beenhakker     |    |                  |                                   |     |

| SUÉCIA:        |    |                       |         |     |
|                |    |                       |         |     |
| GK             | 1  | Andreas Isaksson      |         |     |
| DF             | 3  | Olof Mellberg (c)     |         |     |
| DF             | 4  | Teddy Lucic           |         |     |
| DF             | 5  | Erik Edman            |         |     |
| DF             | 7  | Niclas Alexandersson  |         |     |
| MF             | 6  | Tobias Linderoth      |         | 78' |
| MF             | 8  | Anders Svensson       |         |     |
| MF             | 9  | Fredrik Ljungberg     |         |     |
| MF             | 21 | Christian Wilhelmsson |         | 78' |
| FW             | 10 | Zlatan Ibrahimović    |         |     |
| FW             | 11 | Henrik Larsson        | 90' 82' |     |
| Substitutos:   |    |                       |         |     |
| FW             | 20 | Marcus Allbäck        |         | 82' |
| MF             | 18 | Mattias Jonson        |         | 78' |
| MF             | 16 | Kim Källström         |         | 78' |
| Treinador:     |    |                       |         |     |
| Lars Lagerbäck |    |                       |         |     |

| Homem da Partida Dwight Yorke Assistentes: Prachya Permpanich Eisa Gholoum Quarto-árbitro: Óscar Ruiz Quinto-árbitro: Fernando Tamayo |

## Inglaterra - Trinidad e Tobago
| 15 de Junho de 2006 | Inglaterra                 | 2 – 0       | Trinidad e Tobago | FIFA WM Stadion Nürnberg, Nuremberg        |
| 18:00               | Crouch 83' · Gerrard 90+1' | (Relatório) |                   | Público: 41,000 Árbitro: JAP Toru Kamikawa |

| INGLATEERRA:        |    |                   |     |     |
|                     |    |                   |     |     |
| GK                  | 1  | Paul Robinson     |     |     |
| RB                  | 15 | Jamie Carragher   |     | 58' |
| CB                  | 5  | Rio Ferdinand     |     |     |
| CB                  | 6  | John Terry        |     |     |
| LB                  | 3  | Ashley Cole       |     |     |
| DM                  | 4  | Steven Gerrard    |     |     |
| RM                  | 7  | David Beckham (c) |     |     |
| AM                  | 8  | Frank Lampard     | 64' |     |
| LM                  | 11 | Joe Cole          |     | 74' |
| CF                  | 10 | Michael Owen      |     | 58' |
| CF                  | 21 | Peter Crouch      |     |     |
| Substitutos:        |    |                   |     |     |
| FW                  | 9  | Wayne Rooney      |     | 58' |
| MF                  | 19 | Aaron Lennon      |     | 58' |
| MF                  | 20 | Stewart Downing   |     | 74' |
| Treinador:          |    |                   |     |     |
| Sven-Göran Eriksson |    |                   |     |     |

| TRINIDAD E TOBAGO: |    |                  |       |     |
|                    |    |                  |       |     |
| GK                 | 1  | Shaka Hislop     | 47'   |     |
| DF                 | 11 | Carlos Edwards   |       |     |
| DF                 | 5  | Brent Sancho     |       |     |
| DF                 | 6  | Dennis Lawrence  |       |     |
| DF                 | 8  | Cyd Gray         | 55'   |     |
| RM                 | 7  | Chris Birchall   |       |     |
| CM                 | 19 | Dwight Yorke (c) |       |     |
| CM                 | 9  | Aurtis Whitley   | 19'   |     |
| LM                 | 18 | Densill Theobald | 18'   | 85' |
| CF                 | 15 | Kenwyne Jones    | 45+1' | 70' |
| CF                 | 14 | Stern John       |       |     |
| Substitutos:       |    |                  |       |     |
| FW                 | 13 | Cornell Glen     |       | 70' |
| FW                 | 16 | Evans Wise       |       | 85' |
| Treinador:         |    |                  |       |     |
| Leo Beenhakker     |    |                  |       |     |

| Homem da Partida David Beckham Assistentes: Yoshikazu Hiroshima Kim Dae Young Quarto-árbitro: Kevin Stott Quinto-árbitro: Chris Strickland |

## Suécia - Paraguai
| 15 de Junho de 2006 | Suécia        | 1 – 0       | Paraguai | Olympiastadion, Berlim                    |
| 21:00               | Ljungberg 89' | (Relatório) |          | Público: 72,000 Árbitro: ESL Ľuboš Micheľ |

| SUÉCIA:        |    |                       |     |     |
|                |    |                       |     |     |
| GK             | 1  | Andreas Isaksson      |     |     |
| RB             | 7  | Niclas Alexandersson  |     |     |
| CB             | 3  | Olof Mellberg (c)     |     |     |
| CB             | 4  | Teddy Lucic           | 48' |     |
| LB             | 5  | Erik Edman            |     |     |
| DM             | 6  | Tobias Linderoth      | 14' |     |
| RM             | 21 | Christian Wilhelmsson |     | 68' |
| LM             | 9  | Fredrik Ljungberg     |     |     |
| AM             | 17 | Anders Svensson       |     | 76' |
| CF             | 10 | Zlatan Ibrahimović    |     | 86' |
| CF             | 20 | Marcus Allbäck        |     |     |
| Substitutos:   |    |                       |     |     |
| FW             | 11 | Henrik Larsson        | 60' | 86' |
| MF             | 18 | Mattias Jonson        |     | 68' |
| FW             | 16 | Kim Källström         |     | 76' |
| Treinador:     |    |                       |     |     |
| Lars Lagerbäck |    |                       |     |     |

| PARAGUAI:    |    |                         |     |     |
|              |    |                         |     |     |
| GK           | 22 | Aldo Bobadilla          |     |     |
| CB           | 5  | Julio César Cáceres     |     |     |
| CB           | 4  | Carlos Gamarra (c)      |     |     |
| LB           | 21 | Denis Caniza            | 3'  |     |
| RM           | 6  | Carlos Bonet            |     | 81' |
| CM           | 10 | Roberto Miguel Acuña    | 51' |     |
| CM           | 13 | Carlos Humberto Paredes | 74' |     |
| LM           | 16 | Cristian Riveros        |     | 62' |
| SS           | 9  | Roque Santa Cruz        |     | 63' |
| CF           | 18 | Nelson Valdez           |     |     |
| Substitutos: |    |                         |     |     |
| MF           | 19 | Julio dos Santos        |     | 62' |
| FW           | 20 | Dante López             |     | 63' |
| MF           | 8  | Edgar Barreto           | 85' | 81' |
| Treinador:   |    |                         |     |     |
| Aníbal Ruiz  |    |                         |     |     |

| Homem da Partida Fredrik Ljungberg Assistentes: Roman Slysko Martin Balko Quarto-árbitro: Jerome Damon Quinto-árbitro: Enock Molefe |

## Suécia - Inglaterra
| 20 de junho de 2006 | Suécia                    | 2 – 2       | Inglaterra                | FIFA WM Stadion Köln, Colônia                |
| 21:00 Histórico     | Allbäck 51' · Larsson 90' | (Relatório) | J. Cole 34' · Gerrard 85' | Público: 45,000 Árbitro: SUI Massimo Busacca |

| SUÉCIA:        |    |                       |     |       |
|                |    |                       |     |       |
| GK             | 1  | Andreas Isaksson      |     |       |
| RB             | 7  | Niclas Alexandersson  | 83' |       |
| CB             | 3  | Olof Mellberg (c)     |     |       |
| CB             | 4  | Teddy Lučić           |     |       |
| LB             | 5  | Erik Edman            |     |       |
| DM             | 6  | Tobias Linderoth      |     | 90+1' |
| RM             | 19 | Christian Wilhelmsson |     | 54'   |
| LM             | 9  | Fredrik Ljungberg     | 87' |       |
| AM             | 8  | Anders Svensson       |     |       |
| CF             | 10 | Zlatan Ibrahimović    |     |       |
| CF             | 20 | Marcus Allbäck        |     | 75'   |
| Substitutos:   |    |                       |     |       |
| MF             | 18 | Mattias Jonson        |     | 54'   |
| FW             | 16 | Kim Källström         |     | 75'   |
| MF             | 11 | Henrik Larsson        |     | 90+1' |
| Treinador:     |    |                       |     |       |
| Lars Lagerbäck |    |                       |     |       |

| INGLATERRA:         |    |                   |     |     |
|                     |    |                   |     |     |
| GK                  | 1  | Paul Robinson     |     |     |
| RB                  | 15 | Jamie Carragher   |     |     |
| CB                  | 5  | Rio Ferdinand     |     | 56' |
| CB                  | 6  | John Terry        |     |     |
| LB                  | 3  | Ashley Cole       |     |     |
| DM                  | 16 | Owen Hargreaves   | 76' |     |
| RM                  | 7  | David Beckham (c) |     |     |
| LM                  | 11 | Joe Cole          |     |     |
| AM                  | 8  | Frank Lampard     |     |     |
| CF                  | 9  | Wayne Rooney      |     | 69' |
| CF                  | 10 | Michael Owen      |     | 4'  |
| Substitutos:        |    |                   |     |     |
| FW                  | 21 | Peter Crouch      |     | 4'  |
| DF                  | 12 | Sol Campbell      |     | 56' |
| MF                  | 4  | Steven Gerrard    |     | 69' |
| Treinador:          |    |                   |     |     |
| Sven-Göran Eriksson |    |                   |     |     |

| Homem da Partida Joe Cole Assistentes: Francesco Buragina Matthias Arnet Quarto-árbitro: Khalil Al Ghamdi Quinto-árbitro: Fathi Arabati |

## Paraguai - Trinidad e Tobago
| 20 de Junho de 2006 | Paraguai                       | 2 – 0       | Trinidad e Tobago | Fritz Walter Stadion, Kaiserslautern         |
| 21:00               | Sancho 25' (g.c.) · Cuevas 86' | (Relatório) |                   | Público: 46,000 Árbitro: ITA Roberto Rosetti |

| PARAGUAI:    |    |                         |     |     |
|              |    |                         |     |     |
| GK           | 22 | Aldo Bobadilla          |     |     |
| RB           | 21 | Denis Caniza            |     | 89' |
| CB           | 5  | Julio César Cáceres     |     | 77' |
| CB           | 4  | Carlos Gamarra (c)      |     |     |
| DM           | 10 | Roberto Miguel Acuña    |     |     |
| RM           | 19 | Julio dos Santos        | 54' |     |
| LM           | 8  | Edgar Barreto           |     |     |
| AM           | 13 | Carlos Humberto Paredes | 30' |     |
| CF           | 9  | Roque Santa Cruz        |     |     |
| CF           | 18 | Nelson Valdez           |     | 66' |
| Substitutos: |    |                         |     |     |
| FW           | 23 | Nelson Cuevas           |     | 66' |
| DF           | 15 | Julio Manzur            |     | 77' |
| DF           | 14 | Paulo da Silva          |     | 89' |
| Treinador:   |    |                         |     |     |
| Aníbal Ruiz  |    |                         |     |     |

| TRINIDAD E TOBAGO: |    |                  |     |     |
|                    |    |                  |     |     |
| GK                 | 21 | Kelvin Jack      |     |     |
| RB                 | 11 | Carlos Edwards   |     |     |
| CB                 | 5  | Brent Sancho     | 45' |     |
| CB                 | 6  | Dennis Lawrence  |     |     |
| LB                 | 3  | Avery John       |     | 31' |
| RM                 | 7  | Chris Birchall   |     |     |
| CM                 | 19 | Dwight Yorke (c) |     |     |
| CM                 | 9  | Aurtis Whitley   | 48' | 67' |
| LM                 | 18 | Densill Theobald |     |     |
| CF                 | 14 | Stern John       |     |     |
| CF                 | 13 | Cornell Glen     |     | 41' |
| Substitutos:       |    |                  |     |     |
| DF                 | 15 | Kenwyne Jones    |     | 31' |
| MF                 | 16 | Evans Wise       |     | 41' |
| MF                 | 10 | Russell Latapy   |     | 67' |
| Treinador:         |    |                  |     |     |
| Leo Beenhakker     |    |                  |     |     |

| Homem da Partida Julio dos Santos Assistentes: Cristiano Copelli Alessandro Stagnelli Quarto-árbitro: Frank De Bleeckere Quinto-árbitro: Peter Hermans |